# Copa América de 2019 – Grupo C

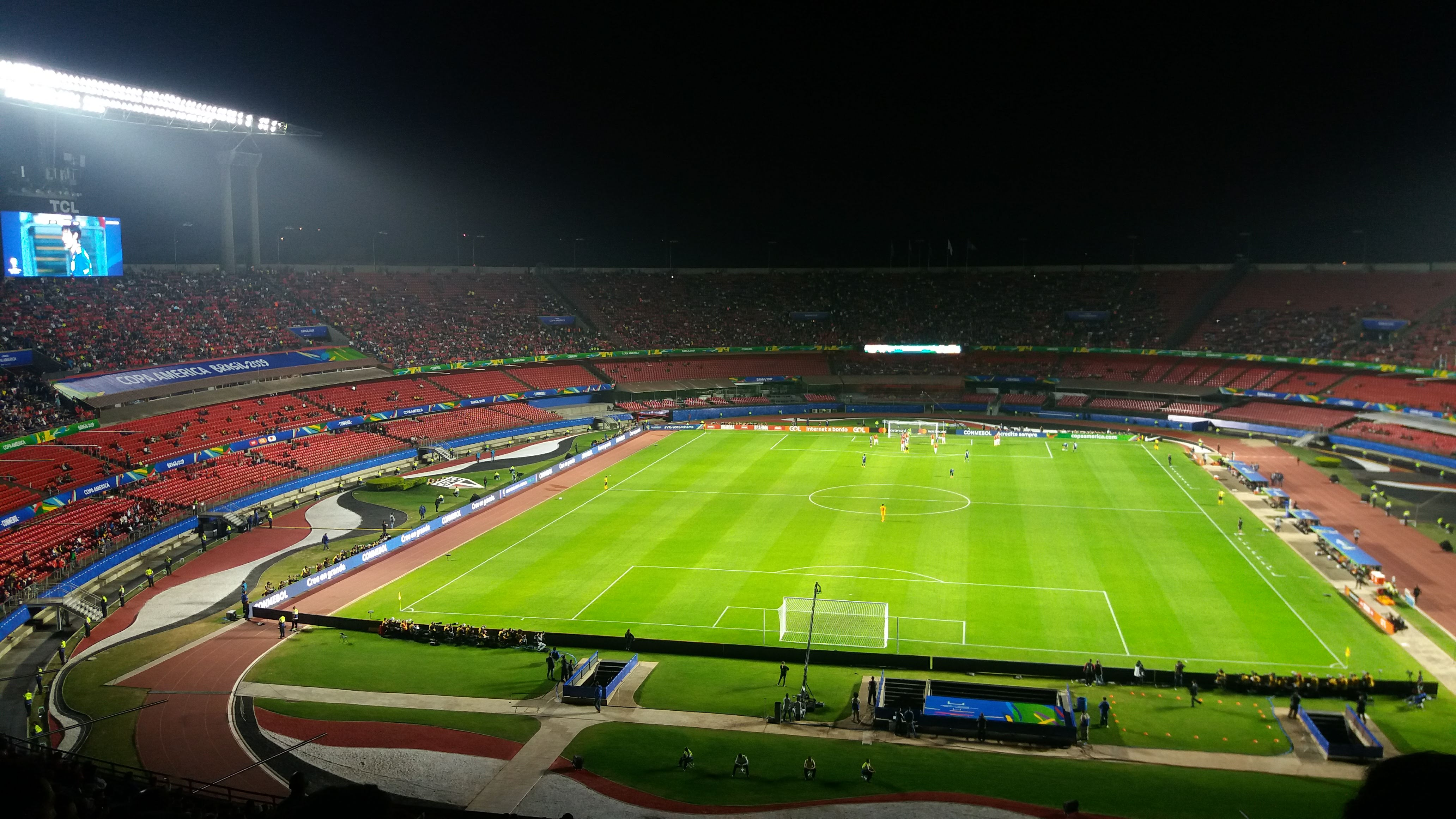
O Morumbi recebeu a partida entre Japão e Chile, no qual a seleção chilena venceu por 4–0.

O Grupo C da Copa América de 2019, 46ª edição desta competição realizada quadrienalmente pela Confederação Sul-Americana de Futebol (CONMEBOL), reuniu as seleções do Uruguai, do Equador, do Japão e do Chile. Os jogos deste grupo foram realizados em cinco cidades brasileiras. Os componentes deste grupo foram definidos por sorteio realizado em 24 de janeiro de 2019 na Cidade das Artes, Rio de Janeiro.

## Equipes
| Inscrição            | Seleção | Participação | Melhor resultado anterior                                                                           |
| -------------------- | ------- | ------------ | --------------------------------------------------------------------------------------------------- |
| C1 (cabeça-de-chave) | Uruguai | 44ª          | Campeão (1916, 1917, 1920, 1923, 1924, 1926, 1935, 1942, 1956, 1959, 1967, 1983, 1987, 1995 e 2011) |
| C2                   | Equador | 27ª          | 4º lugar (1959 e 1993)                                                                              |
| C3                   | Japão   | 2ª           | Primeira fase (1999)                                                                                |
| C4                   | Chile   | 39ª          | Campeão (2015 e 2016)                                                                               |

## Histórico dos confrontos
Uruguai vs. Equador
As seleções do Uruguai e do Equador enfrentaram-se 45 vezes, sendo 20 partidas válidas pelas Eliminatórias da Copa do Mundo FIFA, oito partidas amistosas e 17 pela Copa América. O Uruguai venceu 29 partidas, marcando 107 gols ao total, enquanto o Equador venceu seis partidas, marcando 40 gols ao total, tendo dez partidas empatadas. A maior diferença de gols em partidas vitoriosas do Uruguai ocorreu no dia 18 de janeiro de 1942 pelo placar de 7–0, válida pelo Campeonato Sul-Americano de Futebol de 1942. Já para o Equador, a vitória com maior diferença de gols ocorreu no dia 12 de fevereiro de 1997, pelo placar de 4–0, válida pelas Eliminatórias da Copa do Mundo FIFA de 1998.
Japão vs. Chile
As seleções do Japão e do Chile enfrentaram-se duas vezes, sendo as duas partidas amistosas. O Japão venceu uma partida pelo placar de 2–0, enquanto uma partida terminou empatada pelo placar de 0–0.
Uruguai vs. Japão
As seleções do Uruguai e do Japão enfrentaram-se oito vezes, sendo as oito partidas amistosas. O Uruguai venceu cinco partidas, marcando 25 gols ao total, enquanto o Japão venceu duas partidas, marcando 16 gols ao total, tendo uma partida empatada. A maior diferença de gols em partidas vitoriosas do Uruguai ocorreu no dia 26 de maio de 1985 pelo placar de 4–1. Já para o Japão, a vitória com maior diferença de gols ocorreu no dia 24 de agosto de 1969, pelo placar de 5–3.
Equador vs. Chile
As seleções do Equador e do Chile enfrentaram-se 50 vezes, sendo 23 partidas válidas pelas Eliminatórias da Copa do Mundo FIFA, 13 partidas amistosas e 14 pela Copa América. O Equador venceu dez partidas, marcando 50 gols ao total, enquanto o Chile venceu 28 partidas, marcando 97 gols ao total, tendo 12 partidas empatadas. A maior diferença de gols em partidas vitoriosas do Equador ocorreu no dia 6 de outubro de 2016 pelo placar de 3–0, válida pelas Eliminatórias da Copa do Mundo FIFA de 2018. Já para o Chile, a vitória com maior diferença de gols ocorreu no dia 27 de fevereiro de 1955, pelo placar de 7–1, válida pelo Campeonato Sul-Americano de Futebol de 1955.
Chile vs. Uruguai
As seleções do Chile e do Uruguai enfrentaram-se 80 vezes, sendo 16 partidas válidas pelas Eliminatórias da Copa do Mundo FIFA, 34 partidas amistosas e 29 pela Copa América. O Chile venceu 18 partidas, marcando 84 gols ao total, enquanto o Uruguai venceu 44 partidas, marcando 140 gols ao total, tendo 18 partidas empatadas. A maior diferença de gols em partidas vitoriosas do Chile ocorreu no dia 2 de novembro de 1971 pelo placar de 5–0, durante partida amistosa. Já para o Uruguai, a vitória com maior diferença de gols ocorreu no dia 6 de dezembro de 1947, pelo placar de 6–0, válida pelo Campeonato Sul-Americano de Futebol de 1947.
Equador vs. Japão
As seleções do Equador e do Japão enfrentaram-se três vezes, sendo as três partidas amistosas. O Japão venceu todas as três partidas, marcando sete gols ao total, enquanto o Equador não marcou nenhum gol. A vitória do Japão com maior diferença de gols ocorreu no dia 27 de maio de 1995, pelo placar de 3–0.
| Seleção | URU | URU | URU | URU | ECU | ECU | ECU | ECU | JPN | JPN | JPN | JPN | CHI | CHI | CHI | CHI |
| Seleção | CM  | ECM | AM  | CA  | CM  | ECM | AM  | CA  | CM  | ECM | AM  | CA  | CM  | ECM | AM  | CA  |
| ------- | --- | --- | --- | --- | --- | --- | --- | --- | --- | --- | --- | --- | --- | --- | --- | --- |
| Uruguai | —   | —   | —   | —   | 0   | 20  | 8   | 17  | 0   | 0   | 8   | 0   | 0   | 16  | 34  | 29  |
| Equador | 0   | 20  | 8   | 17  | —   | —   | —   | —   | 0   | 0   | 3   | 0   | 0   | 23  | 13  | 14  |
| Japão   | 0   | 0   | 8   | 0   | 0   | 0   | 3   | 0   | —   | —   | —   | —   | 0   | 0   | 2   | 0   |
| Chile   | 0   | 16  | 34  | 29  | 0   | 23  | 13  | 14  | 0   | 0   | 2   | 0   | —   | —   | —   | —   |

Legenda
- CM: Copa do Mundo
- ECM: Eliminatórias da Copa do Mundo
- AM: Partida amistosa
- CA: Copa América

## Estádios
Os jogos do grupo C foram disputados nos estádios localizados nas cidades de São Paulo, Rio de Janeiro, Porto Alegre, Salvador e Belo Horizonte.
| Estádio do Maracanã | Estádio do Morumbi | Arena Fonte Nova   |
| Capacidade: 78 838  | Capacidade: 77 011 | Capacidade: 51 900 |
|                     |                    |                    |
| C5                  | C2                 | C3                 |
| Porto Alegre        | Belo Horizonte     | Belo Horizonte     |
| Arena do Grêmio     | Estádio Mineirão   | Estádio Mineirão   |
| Capacidade: 55 662  | Capacidade: 58 170 | Capacidade: 58 170 |
|                     |                    |                    |
| C4                  | C1                 | C6                 |

## Classificação
|  | Equipes qualificadas para a fase final |
|  | Equipes eliminadas                     |

| Pos. | Seleção | Pts | J | V | E | D | GP | GC | SG |
| ---- | ------- | --- | - | - | - | - | -- | -- | -- |
| 1    | Uruguai | 7   | 3 | 2 | 1 | 0 | 7  | 2  | +5 |
| 2    | Chile   | 6   | 3 | 2 | 0 | 1 | 6  | 2  | +4 |
| 3    | Japão   | 2   | 3 | 0 | 2 | 1 | 3  | 7  | –4 |
| 4    | Equador | 1   | 3 | 0 | 1 | 2 | 2  | 7  | –5 |

## Jogos
Todos os jogos seguem o fuso horário de Brasília (UTC−3).

### Uruguai vs. Equador
| 16 de junho | Uruguai                                                | 4 – 0     | Equador | Estádio Mineirão, Belo Horizonte              |
| 19:00       | Lodeiro 5' · Cavani 32' · Suárez 43' · Mina 79' (g.c.) | Relatório |         | Público: 13 508 Árbitro: BRA Anderson Daronco |

| Uruguai | Equador |

| G              | 1  | Fernando Muslera  |     |     |
| LD             | 22 | Martín Cáceres    |     |     |
| Z              | 2  | José Giménez      | 63' |     |
| Z              | 3  | Diego Godín       |     |     |
| LE             | 17 | Diego Laxalt      |     |     |
| M              | 8  | Nahitan Nández    |     | 64' |
| M              | 5  | Matías Vecino     |     | 81' |
| M              | 6  | Rodrigo Bentancur |     |     |
| V              | 7  | Nicolás Lodeiro   | 14' | 75' |
| A              | 9  | Luis Suárez       |     |     |
| A              | 21 | Edinson Cavani    |     |     |
| Substituições: |    |                   |     |     |
| M              | 16 | Gastón Pereiro    |     | 64' |
| M              | 14 | Lucas Torreira    |     | 75' |
| M              | 15 | Federico Valverde |     | 81' |
| Treinador:     |    |                   |     |     |
| Óscar Tabárez  |    |                   |     |     |

| G                  | 22 | Máximo Banguera    |     |     |
| LD                 | 17 | José Quintero      | 24' |     |
| Z                  | 2  | Arturo Mina        |     |     |
| Z                  | 21 | Gabriel Achilier   |     |     |
| LE                 | 19 | Beder Caicedo      |     |     |
| M                  | 15 | Jefferson Intriago |     |     |
| M                  | 18 | Jefferson Orejuela |     |     |
| V                  | 16 | Antonio Valencia   |     |     |
| V                  | 10 | Ángel Mena         |     | 29' |
| V                  | 11 | Ayrton Preciado    |     | 46' |
| A                  | 13 | Enner Valencia     |     |     |
| Substituições:     |    |                    |     |     |
| Z                  | 4  | Pedro Velasco      |     | 29' |
| M                  | 7  | Romario Ibarra     |     | 46' |
| Treinador:         |    |                    |     |     |
| Hernán Darío Gómez |    |                    |     |     |

| Homem do jogo: Edinson Cavani Assistentes: BRA Marcelo van Gasse BRA Kléber Lúcio Gil Quarto árbitro: COL Nicolás Gallo Árbitro assistente de vídeo: BRA Wilton Sampaio Assistentes do árbitro assistente de vídeo: ARG Fernando Rapallini BRA Rodrigo Correa |

### Japão vs. Chile
| 17 de junho | Japão | 0 – 4     | Chile                                      | Estádio do Morumbi, São Paulo                    |
| 20:00       |       | Relatório | Pulgar 40' · Vargas 53', 82' · Sánchez 81' | Público: 26 056 Árbitro: PAR Mario Díaz de Vivar |

| Japão | Chile |

| G               | 23 | Keisuke Osako     |     |     |
| Z               | 16 | Takehiro Tomiyasu |     |     |
| Z               | 3  | Yuta Nakayama     | 21' |     |
| Z               | 5  | Naomichi Ueda     |     |     |
| M               | 21 | Takefusa Kubo     |     |     |
| M               | 7  | Gaku Shibasaki    |     |     |
| M               | 14 | Teruki Hara       | 19' |     |
| M               | 2  | Daiki Sugioka     |     |     |
| A               | 9  | Daizen Maeda      |     | 66' |
| A               | 13 | Ayase Ueda        |     | 79' |
| A               | 10 | Shoya Nakajima    |     | 66' |
| Substituições:  |    |                   |     |     |
| M               | 11 | Koji Miyoshi      |     | 66' |
| M               | 20 | Hiroki Abe        |     | 66' |
| A               | 18 | Shinji Okazaki    |     | 79' |
| Treinador:      |    |                   |     |     |
| Hajime Moriyasu |    |                   |     |     |

| G              | 1  | Gabriel Arias         |       |     |
| LD             | 4  | Mauricio Isla         |       |     |
| Z              | 17 | Gary Medel            |       |     |
| Z              | 3  | Guillermo Maripán     |       |     |
| LE             | 15 | Jean Beausejour       |       |     |
| M              | 20 | Charles Aránguiz      |       |     |
| M              | 13 | Erick Pulgar          |       |     |
| M              | 8  | Arturo Vidal          |       | 78' |
| A              | 6  | José Pedro Fuenzalida |       | 80' |
| A              | 11 | Eduardo Vargas        |       |     |
| A              | 7  | Alexis Sánchez        |       | 87' |
| Substituições: |    |                       |       |     |
| M              | 16 | Pablo Hernández       |       | 78' |
| Z              | 21 | Óscar Opazo           | 90+2' | 80' |
| A              | 19 | Junior Fernandes      |       | 87' |
| Treinador:     |    |                       |       |     |
| Reinaldo Rueda |    |                       |       |     |

| Homem do jogo: Alexis Sánchez Assistentes: PAR Eduardo Cardozo PAR Darío Gaona Quarto árbitro: PAR Arnaldo Samaniego Árbitro assistente de vídeo: VEN Jesús Valenzuela Assistentes do árbitro assistente de vídeo: BOL Gery Vargas COL Wilmar Navarro |

### Uruguai vs. Japão
| 20 de junho | Uruguai                        | 2 – 2     | Japão            | Arena do Grêmio, Porto Alegre             |
| 20:00       | Suárez 31' (pen) · Giménez 65' | Relatório | Miyoshi 24', 58' | Público: 39 733 Árbitro: COL Andrés Rojas |

| Uruguai | Japão |

| G              | 1  | Fernando Muslera       |  |     |
| LD             | 22 | Martín Cáceres         |  |     |
| Z              | 2  | José Giménez           |  |     |
| Z              | 3  | Diego Godín            |  |     |
| LE             | 17 | Diego Laxalt           |  | 26' |
| M              | 8  | Nahitan Nández         |  | 59' |
| M              | 14 | Lucas Torreira         |  |     |
| M              | 6  | Rodrigo Bentancur      |  |     |
| M              | 7  | Nicolás Lodeiro        |  | 72' |
| A              | 21 | Edinson Cavani         |  |     |
| A              | 9  | Luis Suárez            |  |     |
| Substituições: |    |                        |  |     |
| LE             | 4  | Giovanni González      |  | 27' |
| M              | 10 | Giorgian De Arrascaeta |  | 59' |
| V              | 20 | Federico Valverde      |  | 72' |
| Treinador:     |    |                        |  |     |
| Óscar Tabárez  |    |                        |  |     |

| G               | 1  | Eiji Kawashima    |     |     |
| Z               | 4  | Ko Itakura        |     |     |
| Z               | 5  | Naomichi Ueda     | 31' |     |
| Z               | 16 | Takehiro Tomiyasu |     |     |
| V               | 19 | Tomoki Iwata      |     | 86' |
| V               | 2  | Daiki Sugioka     |     |     |
| M               | 11 | Koji Miyoshi      |     | 82' |
| M               | 7  | Gaku Shibasaki    |     |     |
| M               | 10 | Shoya Nakajima    | 77' |     |
| A               | 18 | Shinji Okazaki    |     |     |
| A               | 20 | Hiroki Abe        |     | 66' |
| Substituições:  |    |                   |     |     |
| A               | 13 | Ayase Ueda        |     | 66' |
| M               | 21 | Takefusa Kubo     |     | 82' |
| Z               | 22 | Yugo Tatsuta      |     | 86' |
| Treinador:      |    |                   |     |     |
| Hajime Moriyasu |    |                   |     |     |

| Homem do jogo: Koji Miyoshi Assistentes: COL Alexander Guzmán COL Wilmar Navarro Quarto árbitro: COL Nicolás Gallo Árbitro assistente de vídeo: PER Diego Haro Assistentes do árbitro assistente de vídeo: ARG Néstor Pitana ARG Hernán Maidana |

### Equador vs. Chile
| 21 de junho | Equador               | 1 – 2     | Chile                       | Arena Fonte Nova, Salvador                    |
| 20:00       | E. Valencia 25' (pen) | Relatório | Fuenzalida 7' · Sánchez 50' | Público: 14 727 Árbitro: ARG Patricio Loustau |

| Equador | Chile |

| G                  | 22 | Alexander Domínguez |       |     |
| LD                 | 4  | Pedro Velasco       | 90+6' |     |
| Z                  | 3  | Robert Arboleda     | 78'   |     |
| Z                  | 21 | Gabriel Achilier    | 89'   |     |
| LE                 | 6  | Cristian Ramírez    |       |     |
| M                  | 23 | Jhegson Méndez      | 3'    | 60' |
| M                  | 18 | Jefferson Orejuela  |       |     |
| M                  | 8  | Carlos Gruezo       | 81'   |     |
| A                  | 10 | Ángel Mena          | 34'   | 82' |
| A                  | 13 | Enner Valencia      |       |     |
| A                  | 7  | Romario Ibarra      |       | 69' |
| Substituições:     |    |                     |       |     |
| M                  | 16 | Antonio Valencia    |       | 60' |
| A                  | 9  | Carlos Garcés       |       | 69' |
| M                  | 11 | Ayrton Preciado     |       | 82' |
| Treinador:         |    |                     |       |     |
| Hernán Darío Gómez |    |                     |       |     |

| G              | 1  | Gabriel Arias         | 44' |       |
| LD             | 4  | Mauricio Isla         | 82' |       |
| Z              | 17 | Gary Medel            |     |       |
| Z              | 3  | Guillermo Maripán     |     |       |
| LE             | 15 | Jean Beausejour       | 52' |       |
| M              | 20 | Charles Aránguiz      |     |       |
| M              | 13 | Erick Pulgar          |     |       |
| M              | 8  | Arturo Vidal          | 86' | 90+2' |
| A              | 6  | José Pedro Fuenzalida |     | 70'   |
| A              | 11 | Eduardo Vargas        |     | 86'   |
| A              | 7  | Alexis Sánchez        |     |       |
| Substituição:  |    |                       |     |       |
| Z              | 5  | Paulo Díaz            |     | 70'   |
| M              | 16 | Pablo Hernández       |     | 86'   |
| Z              | 18 | Gonzalo Jara          |     | 90+2' |
| Treinador:     |    |                       |     |       |
| Reinaldo Rueda |    |                       |     |       |

| Homem do jogo: Alexis Sánchez Assistentes: ARG Juan Pablo Belatti ARG Ezequiel Brailovsky Quarto árbitro: VEN Jesús Valenzuela Árbitro assistente de vídeo: COL Wilmar Roldán Assistentes do árbitro assistente de vídeo: PAR Mario Díaz de Vivar COL Jhon León |

### Chile vs. Uruguai
| 24 de junho | Chile | 0 – 1     | Uruguai    | Estádio do Maracanã, Rio de Janeiro        |
| 20:00       |       | Relatório | Cavani 81' | Público: 57 442 Árbitro: BRA Raphael Claus |

| Chile | Uruguai |

| G              | 1  | Gabriel Arias     |     |     |
| LD             | 3  | Guillermo Maripán |     |     |
| Z              | 18 | Gonzalo Jara      |     | 90' |
| LE             | 17 | Gary Medel        |     | 55' |
| M              | 13 | Erick Pulgar      |     |     |
| M              | 21 | Óscar Opazo       |     |     |
| M              | 16 | Pablo Hernández   |     |     |
| M              | 20 | Charles Aránguiz  |     |     |
| M              | 5  | Paulo Díaz        |     |     |
| A              | 7  | Alexis Sánchez    |     |     |
| A              | 11 | Eduardo Vargas    |     | 77' |
| Substituições: |    |                   |     |     |
| Z              | 2  | Igor Lichnovsky   | 55' |     |
| A              | 19 | Junior Fernandes  | 77' |     |
| A              | 9  | Nicolás Castillo  | 90' |     |
| Treinador:     |    |                   |     |     |
| Reinaldo Rueda |    |                   |     |     |

| G              | 1  | Fernando Muslera       |     |       |
| LD             | 22 | Martín Cáceres         |     |       |
| Z              | 3  | Diego Godín            |     |       |
| Z              | 2  | José Giménez           |     |       |
| LE             | 4  | Giovanni González      | 70' |       |
| M              | 7  | Nicolás Lodeiro        |     | 46'   |
| M              | 6  | Rodrigo Bentancur      |     |       |
| M              | 15 | Federico Valverde      |     | 90+2' |
| M              | 10 | Giorgian De Arrascaeta |     | 76'   |
| A              | 9  | Luis Suárez            |     |       |
| A              | 21 | Edinson Cavani         |     |       |
| Substituições: |    |                        |     |       |
| M              | 8  | Nahitan Nández         |     | 46'   |
| A              | 20 | Jonathan Rodríguez     |     | 76'   |
| Z              | 19 | Sebastián Coates       |     | 90+2' |
| Treinador:     |    |                        |     |       |
| Óscar Tabárez  |    |                        |     |       |

| Homem do jogo: Edinson Cavani Assistentes: BRA Marcelo Van Gasse BRA Kléber Lúcio Gil Quarto árbitro: PAR Mario Díaz de Vivar Árbitro assistente de vídeo: BRA Wilton Sampaio Assistentes do árbitro assistente de vídeo: PAR Arnaldo Samaniego ARG Ezequiel Brailovsky |

### Equador vs. Japão
| 24 de junho | Equador  | 1 – 1     | Japão        | Estádio Mineirão, Belo Horizonte             |
| 20:00       | Mena 34' | Relatório | Nakajima 16' | Público: 9 729 Árbitro: VEN Jesús Valenzuela |

| Equador | Japão |

| G                  | 22 | Alexander Domínguez |     |     |
| LD                 | 6  | Cristian Ramírez    |     |     |
| Z                  | 3  | Robert Arboleda     | 72' |     |
| Z                  | 2  | Arturo Mina         |     |     |
| LE                 | 4  | Pedro Velasco       |     |     |
| M                  | 7  | Romario Ibarra      |     | 83' |
| M                  | 23 | Jhegson Méndez      |     | 46' |
| M                  | 8  | Carlos Gruezo       |     |     |
| M                  | 18 | Jefferson Orejuela  |     |     |
| M                  | 10 | Ángel Mena          |     | 74' |
| A                  | 13 | Enner Valencia      |     |     |
| Substituições:     |    |                     |     |     |
| M                  | 11 | Ayrton Preciado     |     | 46' |
| M                  | 20 | Andrés Chicaiza     | 89' | 74' |
| M                  | 16 | Antonio Valencia    | 83' | 83' |
| Treinador:         |    |                     |     |     |
| Hernán Darío Gómez |    |                     |     |     |

| G               | 1  | Eiji Kawashima    |     |     |
| LD              | 2  | Daiki Sugioka     |     |     |
| Z               | 16 | Takehiro Tomiyasu | 31' |     |
| Z               | 5  | Naomichi Ueda     |     |     |
| LE              | 19 | Tomoki Iwata      |     |     |
| M               | 4  | Ko Itakura        |     | 88' |
| M               | 7  | Gaku Shibasaki    |     |     |
| M               | 21 | Takefusa Kubo     |     |     |
| M               | 11 | Koji Miyoshi      |     | 82' |
| A               | 18 | Shinji Okazaki    |     | 66' |
| A               | 10 | Shoya Nakajima    |     |     |
| Substituições:  |    |                   |     |     |
| FW              | 13 | Ayase Ueda        |     | 66' |
| MF              | 20 | Hiroki Abe        |     | 82' |
| FW              | 9  | Daizen Maeda      |     | 88' |
| Treinador:      |    |                   |     |     |
| Hajime Moriyasu |    |                   |     |     |

| Homem do jogo: Shoya Nakajima Assistentes: VEN Luis Murillo BRA Rodrigo Corrêa Quarto árbitro: COL Wilmar Roldán Árbitro assistente de vídeo: ARG Fernando Rapallini Assistentes do árbitro assistente de vídeo: COL Nicolás Gallo COL Jhon León |